# Grupo Zurich Airport
A Flughafen Zürich AG (FZAG), com sede em Kloten, Suíça, é proprietária e operadora do Aeroporto de Zurique. Ela possui, é co-proprietária e administra aeroportos na Índia, Brasil, Chile, Colômbia e Curaçao. A sociedade anônima de economia mista foi fundada em abril de 2000 e está listada na SIX Swiss Exchange; o maior acionista individual é o cantão de Zurique, que deve deter pelo menos um terço do capital social em todos os momentos.

## História
A Zurich Airport AG foi fundada em 1 de abril de 2000, através da fusão da empresa imobiliária aeroportuária (Flughafen-Immobilien-Gesellschaft FIG) e da diretoria do aeroporto de Zurique (Flughafendirektion Zürich FDZ).
A imobiliária aeroportuária FIG, cujas raízes remontam a novembro de 1948, era finalmente uma sociedade anônima (desde 1984) com sede em Kloten, e era responsável pela construção e operação dos edifícios do aeroporto. Os acionistas significativos da FIG foram o Cantão de Zurique (23%) e a cidade de Zurique (18%).
A privatização da FIG e o crescimento constante do aeroporto levaram ao avanço político da independência do Aeroporto de Zurique e a FDZ foi retirada da administração e fundida com a FIG. A lei do aeroporto foi submetida aos eleitores de Zurique para aprovação em 28 de Novembro e aceite por eles com 61 por cento dos votos.
Isto criou a base para a nova empresa, e a nova Lei Aeroportuária entrou em vigor em 1 de março de 2000. Com base em três acordos de fusão entre a FIG e o Cantão de Zurique, um aumento no capital social de originalmente CHF 70 milhões e a FDZ foi integrada na FIG, que iniciou operações em 1 de abril como Flughafen Zürich AG (FZAG).
Desde a sua fundação até abril de 2010, a FZAG foi apelidada de Unique, enquanto nas publicações oficiais foi utilizado o nome Unique (Flughafen Zürich AG); a marca Unique passou a ser utilizada apenas para atividades no exterior. Desde 12 de abril de 2000, a empresa está listada no SWX; o cantão de Zurique detinha 78,1% do capital social da empresa no primeiro dia, como resultado da reestruturação. As participações foram continuamente reduzidas, mas a participação da FZAG nesta primeira fase de privatização não foi autorizada a cair abaixo de 50 por cento, uma vez que a licença de exploração foi emitida até 1 de Junho de 2001 no cantão de Zurique. Após a transferência da concessão operacional para a FZAG, o cantão conseguiu reduzir a sua participação para um mínimo prescrito de 33,33%. A concessão para operar o Aeroporto de Zurique, emitida pelo Departamento.
Em dezembro de 2001, a FZAG fundou a subsidiária Unique Airports Worldwide AG, que lhe permite operar e participar em aeroportos em todo o mundo.

## Investimentos
Através da empresa A-port Operaciones SA, Chile, a empresa detém participação majoritária na gestão e operação de determinados aeroportos da América Latina e do Caribe. Estes incluem os três aeroportos regionais Aeroporto Internacional de Florianópolis, Puerto Montt, Iquique e Antofagasta, bem como outros aeroportos na Colômbia e Honduras, bem como em Curaçao.
A participação no Aeroporto Internacional Caribenho Santiago Mariño, na Venezuela, foi expropriada pelo Estado em 2010. Um tribunal arbitral foi, portanto, chamado e decidiu que o Estado da Venezuela deveria pagar 14,2 milhões de dólares até ao final de 2014, metade dos quais imputáveis à Flughafen Zürich AG. Em 29 de novembro de 2019, eles receberam licitação para construir o Aeroporto de Jewar e operá-lo por 40 anos.
Em março de 2017, a Flughafen Zürich AG anunciou que adquiriu 100% do Aeroporto de Florianópolis, no Brasil, e irá operá-lo sob concessão até 2047. A empresa também tem participação na operação dos aeroportos de Belo Horizonte, Bogotá, Curaçao, Antofagasta, Iquique e Bangalore. Mais recentemente, a empresa também conquistou a concessão para operar os aeroportos de Vitória e Macaé, no Brasil. Em 19 de maio de 2023 Natal foi adicionado ao portfólio.

## Governança corporativa
A empresa tem sede legal em Kloten e é da competência do tribunal distrital de Bülach. Desde março de 2001, a administração aeroportuária está localizada centralmente no novo edifício administrativo, Unique One, na zona oeste do aeroporto, na fronteira de Rümlang.
O CEO da empresa é Lukas Brosi, que assumiu o cargo em março de 2023. O conselho de administração de oito membros também é composto por três representantes do governo cantonal e um dos governos municipais de Zurique.
O auditor da Flughafen Zürich AG é a EY AG, com sede em Zurique.

## Acionistas
As ações registradas da Flughafen Zürich AG são negociadas na SIX Swiss Exchange (símbolo FHZN); Os principais acionistas são o Cantão de Zurique com 33,33% das ações e a cidade de Zurique com 5,05%, onde a FZAG está organizada como uma empresa de economia mista.
O Estatuto Social contém cláusula de opt-up, que prevê obrigação de oferta aos acionistas minoritários que ultrapasse o limite de 49%, em caso de mudança de controle.

## Figuras chave
| Ano  | Volume de negócios (CHF em milhares) | dos quais negócios de voo (CHF em milhares) | dos quais negócios não relacionados a voos (CHF em milhares) | Lucro do grupo (CHF em milhares) |
| ---- | ------------------------------------ | ------------------------------------------- | ------------------------------------------------------------ | -------------------------------- |
| 2002 | 566'362                              | 328.837                                     | 237.525                                                      | 0 34'773                         |
| 2003 | 601.719                              | 347'110                                     | 254.609                                                      | 0 32'883                         |
| 2004 | 683.686                              | 411.754                                     | 271.932                                                      | 0 52'268                         |
| 2005 | 702'229                              | 418.877                                     | 283.352                                                      | 0 59'123                         |
| 2006 | 737'109                              | 444'238                                     | 292.871                                                      | 0 87'448                         |
| 2007 | 802'868                              | 495.981                                     | 306.887                                                      | 130.675                          |
| 2008 | 855'103                              | 525.689                                     | 329.414                                                      | 121.314                          |
| 2009 | 809.890                              | 501.716                                     | 308'174                                                      | 190.610                          |
| 2010 | 851.548                              | 534.722                                     | 316.826                                                      | 138.519                          |
| 2011 | 905'404                              | 579.613                                     | 325.791                                                      | 169.845                          |
| 2012 | 948.820                              | 596.411                                     | 352'409                                                      | 94.732                           |
| 2013 | 975'094                              | 604.491                                     | 370.603                                                      | 137.052                          |
| 2014 | 963.479                              | 574.959                                     | 388.520                                                      | 205.921                          |
| 2015 | 988.973                              | 597.389                                     | 391.584                                                      | 179.807                          |
| 2016 | 1.012.804                            | 620.402                                     | 392.402                                                      | 248'018                          |
| 2017 | 1.037.125                            | 624'241                                     | 412.884                                                      | 285.527                          |
| 2018 | 1.152.897                            | 656.667                                     | 496.230                                                      | 237.841                          |
| 2019 | 1.210.084                            | 661.451                                     | 548.633                                                      | 309'145                          |
| 2020 | 624.000                              | 222.000                                     | 402.000                                                      | (-69'100)                        |
| 2021 | 680.000                              | 240.600                                     | 439.400                                                      | (-10'100)                        |
| 2022 | 1.023.500                            | 491.100                                     | 532.400                                                      | 207.000                          |